# Chaetophorura bella
Chaetophorura bella är en urinsektsart som först beskrevs av Fjellberg 1988.  Chaetophorura bella ingår i släktet Chaetophorura, och familjen blekhoppstjärtar. Arten är reproducerande i Sverige.